# 15. Panzer-Division
Divisionen upprättades 1936 som 33. Infanterie-Division. Den mobiliserades 1939, men deltog inte i invasionen av Polen.
Efter att ha deltagit i striderna i Belgien och Nederländerna omorganiserades divisionen till 15. Panzer-Division i augusti 1940 genom införlivande av 8. Panzer-Regiment från 10. Panzer-Division och överlämnande av 110. Infanteri-Regiment till 112. Infanteri-Division.

## Nordafrika
Huvudartikel ökenkriget
I april 1941 började transporten av divisionen till Libyen där den deltog i striderna som en del av Erwin Rommels Deutsches Afrikakorps (DAK).
Divisionen kapitulerade 12 maj 1943 tillsammans med övriga tyska trupper i Nordafrika.

## Befälhavare
- Generalmajor Friedrich Kühn (1 nov 1940 - 22 mar 1941)
- Generalmajor Heinrich von Prittwitz und Gaffron (22 mar 1941 - 10 apr 1941)
- Generalmajor Hans-Karl von Esebeck (13 apr 1941 - 13 maj 1941)
- Generalmajor Walter Neumann-Silkow (26 maj 1941 - 6 dec 1941)
- Oberst Erwin Menny (6 dec 1941 - 9 dec 1941)
- Generalmajor Gustav von Vaerst (9 dec 1941 - 26 maj  1942)
- Oberst Eduard Crasemann (26 maj 1942 - 15 juli 1942)
- Generalmajor Heinz von Randow (15 juli 1942 - 25 aug 1942)
- Generalmajor Gustav von Vaerst (25 aug 1942 - 10 nov 1942)
- Generalmajor Willibald Borowietz (11 nov 1942 - 13 maj 1943)

## Organisation
Divisionens organisation i mars 1941
- Stab
- 8. Panzer-Regiment
- 15. Schützen-Brigade (mot)
  - 104. Schützen-Regiment
  - 115. Schützen-Regiment
  - 15. Kradschützen-Bataillon motorcykeltrupper
- 33. Aufklärungs-Abteilung spaningsbataljon
- 33. Artillerie-Regiment
- 33. Panzerjäger-Abteilung pansarvärnsbataljon
- 33. Pionier-Bataillon
- 33. Nachrichten-Abteilung signalbataljon
- Träng

Divisionens organisation före slaget vid el-Alamein 23 oktober 1942
- Stab
- 8. Panzer-Regiment
- 115. Panzer-Grenadier-Regiment
- 33. Artillerie-Regiment
- I/33. Flak-Artillerie-Regiment (mot) endast en bataljon ur luftvärnsregementet
- 33. Pionier-Bataillon (mot)
- 33. Panzerjäger-Abteilung
- 33. Aufklärungs-Abteilung
- 78. Nachrichten-Abteilung
- 33. Feldersatz-Bataillon
- Träng